# Saison 1 de Star ou Boucher
Cet article présente le guide des épisodes de la première saison de la série télévisée Star ou Boucher.